# Trabzonspor Kulübü
El Trabzonspor Kulübü és un club de futbol turc de la ciutat de Trebisonda.

## Història
El Trabzonspor es fundà el 1967 com a fusió de diversos clubs locals: Karadenizgücü, Martispor, İdmangücü i İdmanocaği. El Trabzonspor és l'únic club de fora d'Istanbul que ha guanyat la lliga turca, cosa que el situa com a quart club del país per palmarès.
Amb molts dels jugadors que havien jugat als clubs locals, el Trabzonspor aconseguí pujar a la primera divisió turca la temporada 1973/74. Des d'aleshores inicià una dècada plena d'èxits on aconseguí guanyar sis lligues turques i la copa turca tres cops més. Al club destacaren jugadors com Şenol Güneş, Turgay Semercioğlu, Necmi Perekli i Ali Kemal Denizci.

## Palmarès
- Lliga turca de futbol (7): 1975-76, 1976-77, 1978-79, 1979-80, 1980-81, 1983-84, 2021-22
- Copa turca de futbol (9): 1977, 1978, 1984, 1992, 1995, 2003, 2004, 2010
- Supercopa turca de futbol (9): 1976, 1977, 1978, 1979, 1980, 1983, 1995, 2010
- Copa del Primer Ministre turca de futbol (5): 1975/76, 1977/78, 1984/85, 1993/94, 1995/96
- Copa TSYD (6) 1992, 1998, 2002, 2003, 2005, 2006[1]

## Jugadors destacats
| - Necmi Perekli - Şenol Güneş - Ünal Karaman - Tolunay Kafkas - Hami Mandıralı - Osman Özköylü - Abdullah Ercan - Ogün Temizkanoğlu - Metin Aktaş - Fatih Tekke - Gökdeniz Karadeniz - Hüseyin Çimşir - Çağdaş Atan - Ceyhun Eriş - Ersen Martin - Ömer Rıza - Mehmet Aurélio | - Marcelinho - Fabiano Eller - Jefferson - Xota Arveladze - Archil Arveladze - Gocha Jamarauli - Georgi Nemsadze - Yuri Kalitvintsev - Maxim Romaschenko - Alban Bushaj - Petar Milosevski - Igor Nikolovski - Miodrag Ješić - Milan Stepanov - Davor Vugrinec - Mirosław Szymkowiak | - Kevin Campbell - Jean-Marie Pfaff - Hans Somers - Bernd Thijs - Lars Olsen - Kiki Musampa - Rigobert Song - Rune Lange - Augustine Ahinful - Ibrahim Yattara - Marcelinho - Jean-Jacques Missé-Missé - Lee Eul-Yong - Levent Osman - Tansel Baser - Michael Petkovic |

## Entrenadors destacats
| - Şenol Güneş - Georges Leekens - Urbain Breams - Yılmaz Vural - Sadi Tekelioğlu - Giray Bulak | - Gordon Milne - Hans-Peter Briegel - Samet Aybaba - Ahmet Suat Özyazıcı - Metin Türel | - Özkan Sümer - Sebastião Lazaroni - Vahid Halilhodzic - Ziya Doğan - Ersun Yanal |